# Salvador Illa
Salvador Illa i Roca (La Roca del Vallès, 5 de maio de 1966) é um político espanhol, presidente da Generalidade da Catalunha desde 2024, deputado no Parlamento da Catalunha por Barcelona e primeiro secretário do PSC.
Ao longo de sua trajetória política, Salvador Illa dedicou-se inicialmente à esfera municipal, onde atuou como vereador e prefeito de La Roca del Vallès. Além disso, desempenhou um papel ativo na política da Prefeitura de Barcelona. No âmbito autonômico, ocupou o cargo de diretor-geral no Departamento de Justiça da Catalunha. Entre 2020 e 2021, assumiu uma função de destaque nacional como ministro da Saúde da Espanha, liderando a resposta do país durante a pandemia de COVID-19.

## Biografia
Nasceu em 5 de maio de 1966 em La Roca del Vallès, na comarca do Vallès Oriental. É filho de Josep Illa, operário da fábrica Tèxtils i Brodats da cidade, e de Maria Roca, dona de casa e proprietária de um ateliê têxtil. Ele tem dois irmãos mais novos, Ramon e Josep Maria.
Frequentou o ensino primário na Escola Pia de Granollers. Formou-se em Filosofia pela Universidade de Barcelona e, paralelamente, cumpriu o serviço militar, graduando-se como alferes em uma companhia na Caserna del Bruc. Após isso, começou a trabalhar no departamento comercial de uma empresa de plásticos em Cardedeu, onde ficou por cerca de cinco anos.
Também possui um mestrado em Administração de Empresas pela IESE Business School da Universidade de Navarra.

### Política municipal e autonômica
Tornou-se vereador da Câmara Municipal de La Roca del Vallès em 1987, sendo nomeado responsável pela pasta da cultura. Filiado ao Partido dos Socialistas da Catalunha (PSC) desde 1995, foi convidado por Romà Planas, um político catalão, para ser o segundo na lista municipal. Meses após o convite, Planas faleceu devido a um aneurisma, e Illa assumiu a prefeitura de La Roca. Enfrentando forte oposição, um dos marcos de seu primeiro mandato foi a construção do centro comercial La Roca Village.
Em fevereiro de 1999, foi destituído do cargo de prefeito por meio de uma moção de censura, sendo obrigado a convocar o plenário por determinação do Tribunal Superior de Justiça da Catalunha (TSJC). No entanto, nas eleições municipais de junho do mesmo ano, Illa conseguiu retomar a prefeitura, liderando uma chapa que obteve maioria absoluta. Paralelamente, ele assumiu o cargo de primeiro secretário da Federação do Vallès Oriental do PSC. Nas eleições municipais de 2003, foi reeleito prefeito, dessa vez com maioria simples.
Em setembro de 2005, renunciou à prefeitura ao ser nomeado diretor-geral de Gestão de Infraestruturas do Departamento de Justiça da Generalidade da Catalunha, durante o governo tripartite de Pasqual Maragall. Ele permaneceu no cargo até 2009, durante o governo de José Montilla,[15][16] supervisionando a construção de tribunais e centros penitenciários, incluindo as prisões de Lledoners, Puig de les Basses e Mas d'Enric.
Em 2009, fez uma breve incursão no setor privado, onde atuou como diretor-geral da produtora audiovisual Cromosoma durante nove meses. A empresa é conhecida por produzir séries como Les Tres Bessones e o documentário Bicicleta, Cullera, Poma.
Entre 2010 e 2011, foi diretor da Área de Gestão Econômica da Prefeitura de Barcelona e, entre 2011 e 2016, coordenador do Grupo Municipal Socialista no plenário. Em 2014, tornou-se chefe de gabinete de Jaume Collboni, após este vencer as primárias para a prefeitura de Barcelona. Com a entrada do PSC no governo da capital catalã, após firmar uma aliança com o partido Barcelona em Comum, Illa foi nomeado responsável pela pasta de Empresa, Cultura e Inovação da Prefeitura de Barcelona em 2016.

### Secretário de Organização do PSC

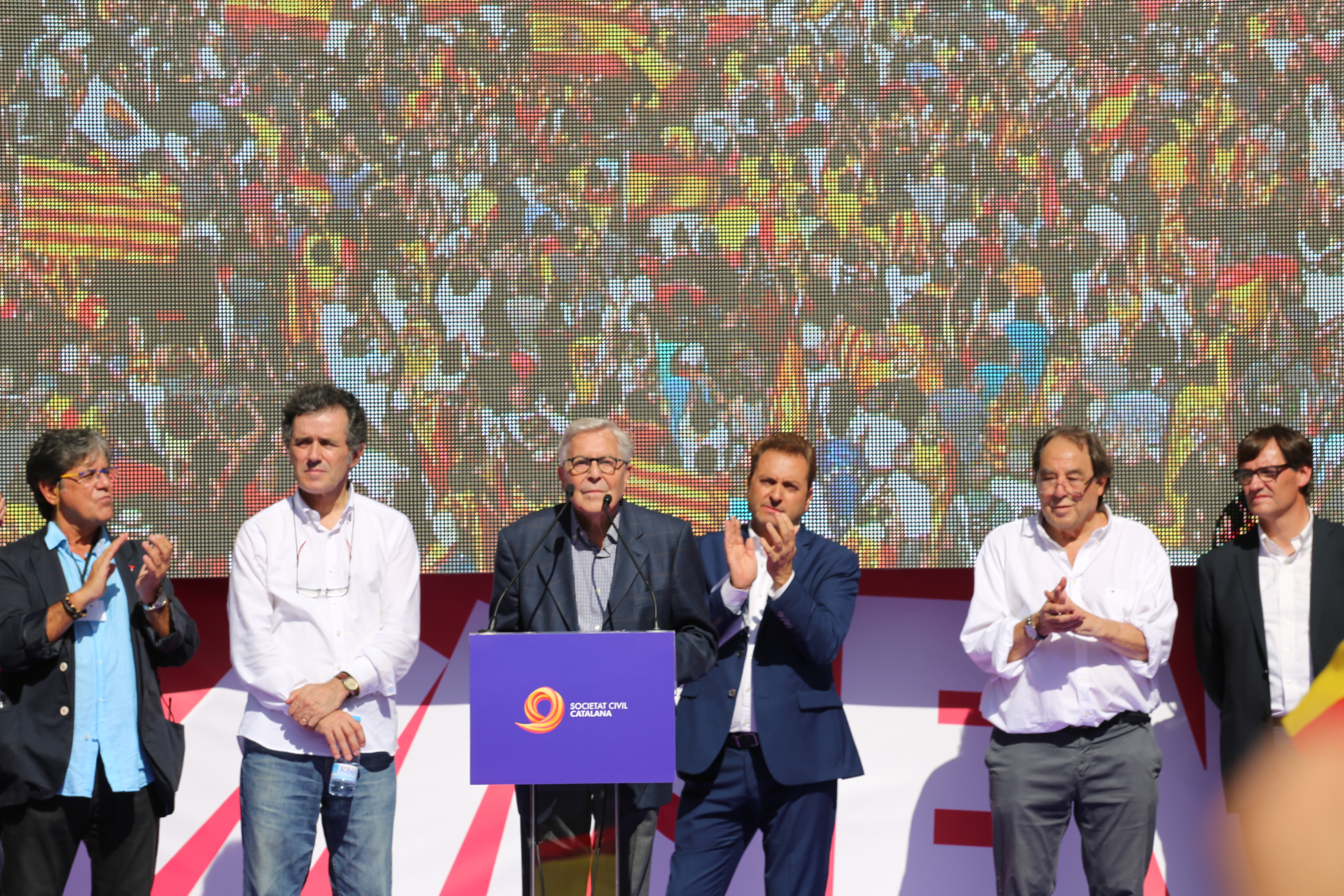
Illa durante a manifestação "Prou! Recuperem el seny" de 2017.

Em novembro de 2016, o então primeiro secretário do Partido dos Socialistas da Catalunha (PSC), Miquel Iceta, nomeou Salvador Illa como secretário da Área de Organização do partido.
Illa teve um papel ativo na política catalã, participando da manifestação anti-independentista Prou! Recuperem el seny ("Basta! Recuperemos o bom senso"), organizada pela plataforma Sociedade Civil Catalã em Barcelona, logo após a declaração de independência da Catalunha em 2017. Ele também se posicionou a favor da aplicação do artigo 155 da Constituição Espanhola de 1978, medida implementada pelo governo de Mariano Rajoy para suspender a autonomia catalã.
Em 2019, Illa esteve à frente das negociações com o Juntos pela Catalunha, resultando no acordo que permitiu ao PSC governar a Deputação de Barcelona. Além disso, desempenhou um papel importante nas tratativas que culminaram na formação de um governo de coalizão entre Barcelona em Comum e o PSC na Prefeitura de Barcelona. Ele também fez parte, junto com Adriana Lastra e José Luis Ábalos, da equipe negociadora do PSOE que chegou a um acordo com a ERC para assegurar a abstenção do partido na votação de investidura de Pedro Sánchez em janeiro de 2020.

### Ministro da Saúde da Espanha

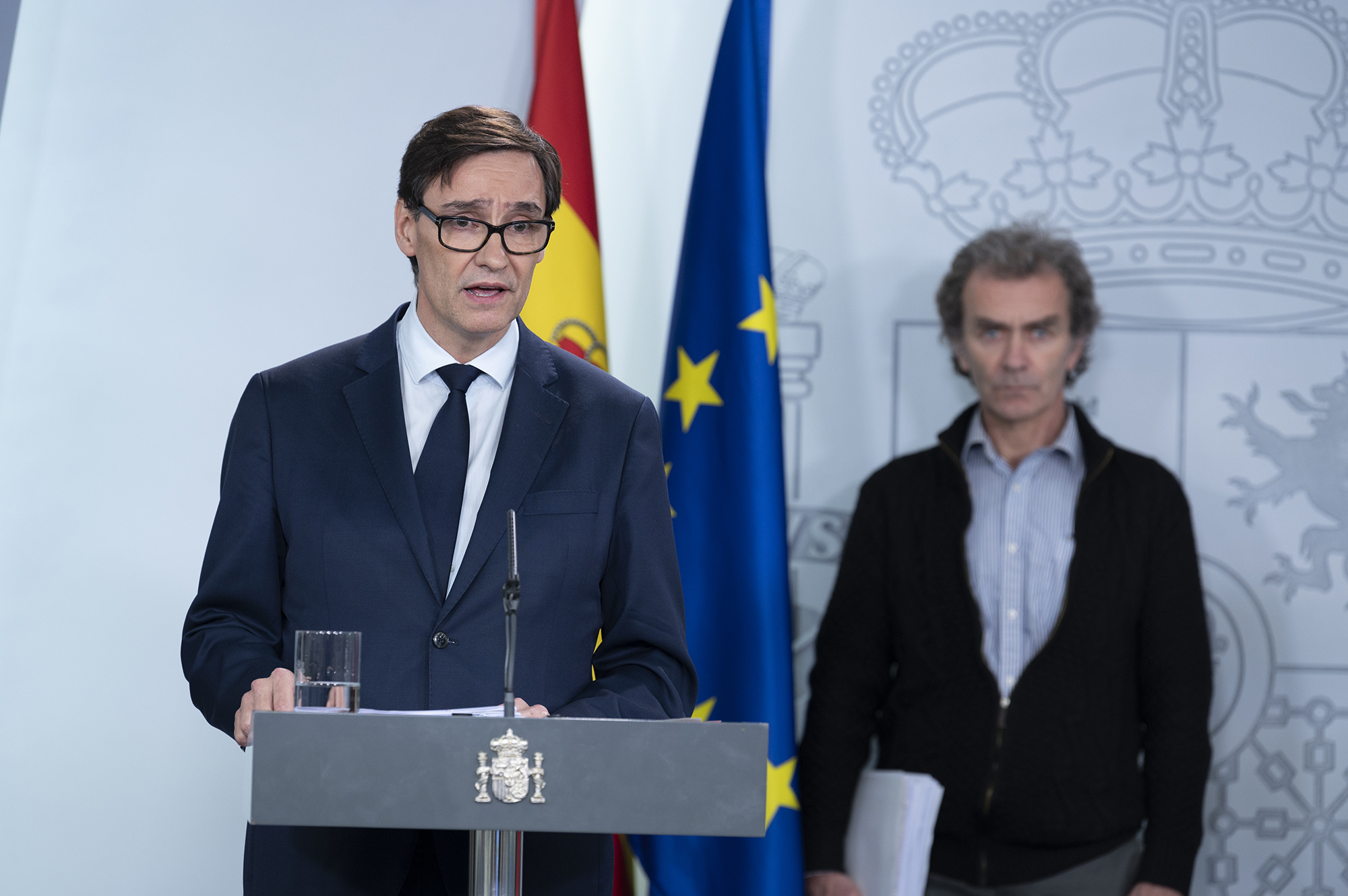
Illa em coletiva de imprensa com Fernando Simón, explicando as medidas do Ministério da Saúde.

Em 10 de janeiro de 2020, o gabinete do presidente do Governo, Pedro Sánchez, anunciou a nomeação de Salvador Illa como ministro da Saúde, substituindo María Luisa Carcedo à frente da pasta responsável pela promoção da saúde e assistência sanitária. Illa tomou posse em 13 de janeiro de 2020. Na ocasião, diversos veículos de comunicação destacaram que sua atuação no Governo da Espanha não se limitava apenas ao setor da saúde; devido à sua proximidade com o ambiente catalão, ele poderia também atuar como um canal de comunicação com o movimento independentista catalão.
Em 26 de janeiro de 2021, Illa renunciou ao cargo de ministro da Saúde para liderar a lista do PSC nas eleições catalãs, sendo sucedido por Carolina Darias, cujo ministério da Administração Territorial, que ela deixou vago, foi ocupado por Miquel Iceta.

#### Pandemia de COVID-19

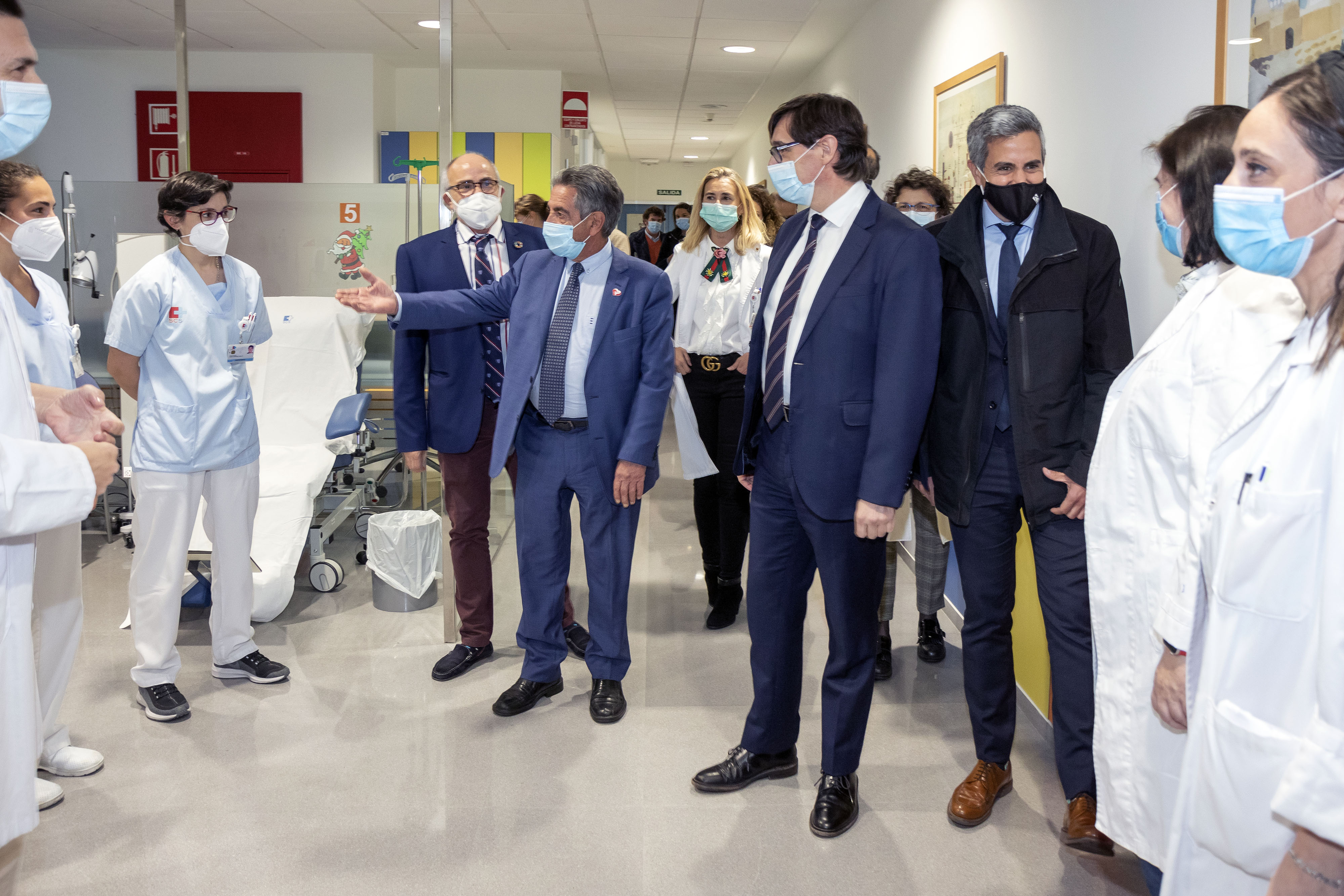
Illa visita o Hospital de Valdecilla com o presidente de Cantábria, Miguel Ángel Revilla, e outras autoridades regionais.

Logo no início de seu mandato como ministro, a pandemia de COVID-19 eclodiu. Em razão da crise sanitária, diversos veículos de comunicação informaram que Illa se transferiu temporariamente para o Palácio da Moncloa.
Durante toda a pandemia, o ministro compareceu regularmente à Comissão de Saúde do Congresso dos Deputados para informar sobre a situação excepcional que a Espanha enfrentava, mesmo diante das críticas da oposição política à gestão de seu ministério. Em junho de 2020, ele anunciou um Plano Nacional de Preparação e Resposta para possíveis novas ondas da doença. Além disso, alguns veículos atribuíram a ele a mediação pessoal que resultou na contratação da empresa farmacêutica Rovi, com sede em Madrid, para a fabricação de uma vacina contra a COVID-19; sua gestão também identificou outras duas empresas com capacidade para produzir vacinas na Espanha.
Em agosto, houve uma reforma no Ministério da Saúde, com a recuperação da Secretaria de Estado da Saúde e a extinção da Secretaria Geral de Saúde. Foi criada uma nova Secretaria Geral de Saúde Digital, tudo com o objetivo de melhorar a gestão da pandemia pelo Governo. Na mesma linha, foi anunciada a elaboração de uma lei para criar um Centro Estatal de Saúde Pública, objetivo refletido no orçamento geral do Estado para 2021, que alocou cinco milhões de euros para impulsionar a criação desse órgão.
No início de setembro de 2020, a previsão era de que a vacina poderia estar pronta e a campanha de vacinação começaria no final de dezembro. Assim, em novembro de 2020, junto com a secretária de Estado Silvia Calzón, foi apresentada a estratégia de vacinação do Governo, que teria início no final de dezembro. Em 21 de dezembro de 2020, a Agência Europeia de Medicamentos aprovou o uso da primeira vacina, desenvolvida pela Pfizer e BioNTech. As primeiras doses chegaram à Espanha e aos demais Estados-membros da União Europeia em 26 de dezembro, e a vacinação em massa teve início em 27 de dezembro.
Em 27 de janeiro de 2021, sua renúncia ao cargo de ministro da Saúde foi oficialmente anunciada, permitindo que ele se dedicasse integralmente à campanha eleitoral na Catalunha.
Em 2024, surgiu a possibilidade de sua imputação no Caso Koldo, que envolvia comissões na venda de máscaras. Nesse contexto, Elías Bendodo, membro do PP, tentou utilizar o artigo da Wikipedia sobre o ex-ministro como evidência no processo.

### Líder da oposição

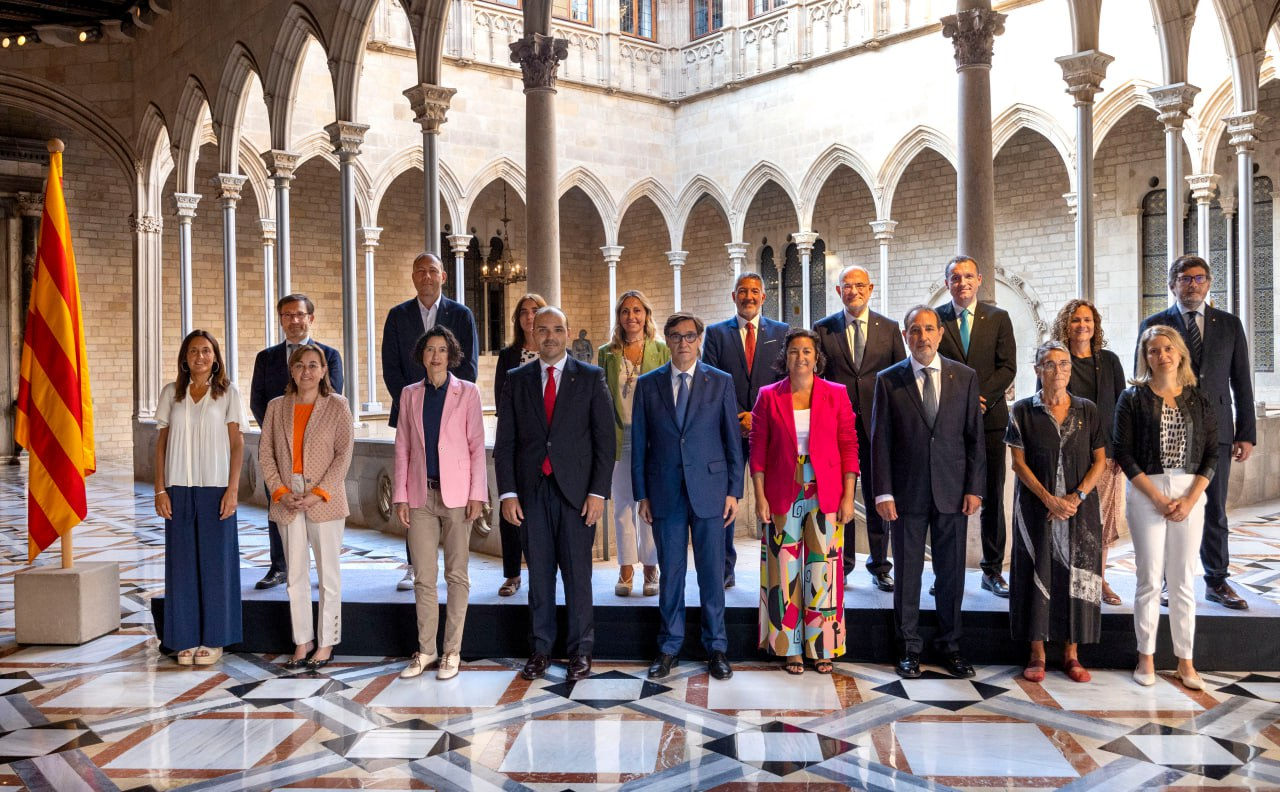
Foto do governo da Generalidade da Catalunha presidido por Salvador Illa, em 13 de agosto de 2024.

Em dezembro de 2020, o Partido dos Socialistas da Catalunha (PSC) anunciou que o primeiro secretário do partido, Miquel Iceta, não seria o candidato socialista nas eleições ao Parlamento da Catalunha de 2021, e o então ministro da Saúde, Salvador Illa, foi escolhido para ser o candidato. Nas eleições de 14 de fevereiro de 2021, o PSC foi o partido mais votado com 651.627 votos e 33 assentos, mas não conseguiu formar governo, tornando-se líder da oposição. Neste contexto, Illa afirmou que trabalharia pelos "acordos e políticas que a Catalunha precisa para impulsionar a reativação econômica, a criação de empregos e a reconstrução social do país".
Em janeiro de 2024, foi eleito Primeiro Secretário do PSC nas primárias, posicionando-se como o candidato do partido à presidência da Generalidade nas eleições daquele ano. No XV Congresso do PSC, realizado em março de 2024 em Barcelona, ele foi ratificado como primeiro secretário, recebendo 98% dos votos.
Nas eleições para o Parlamento, o PSC saiu vitorioso, conquistando 42 cadeiras em um cenário marcado por um Parlamento bastante dividido. Os partidos independentistas enfrentaram uma significativa derrota eleitoral, perdendo a maioria absoluta que mantinham desde 2015. Em 30 de julho, Illa firmou um acordo de governabilidade com a coligação política Comuns Sumar. Posteriormente, em 2 de agosto, a militância da Esquerda Republicana da Catalunha aprovou um acordo que garantiu sua investidura.

### Presidente da Generalidade da Catalunha
Em 8 de agosto de 2024, Salvador Illa foi investido como o 133º presidente da Generalidade da Catalunha para a XV legislatura do Parlamento da Catalunha, com 68 votos a favor (PSC, Comuns Sumar e ERC) e 66 contra (Junts, PP, VOX, CUP e Aliança Catalã).

## Distinções e condecorações
- Grande Cruz da Real Ordem de Carlos III (2021)[48]